# Rebel Thinker
Rebel Thinker utkom den 26 februari 2014 och är den svenska sångerskan Caroline Larssons fjärde album.

## Låtlista
| Nr  | Titel                | Kompositör                             | Producent(er) | Längd |
| --- | -------------------- | -------------------------------------- | ------------- | ----- |
| 1.  | Falling So Hard      | Caroline Larsson                       | Amir Aly      | 3:21  |
| 2.  | Why                  | Caroline Larsson                       | Amir Aly      | 3:53  |
| 3.  | Kill Me              | Caroline Larsson                       | Amir Aly      | 3:54  |
| 4.  | Deep Trouble         | Caroline Larsson                       | Amir Aly      | 4:24  |
| 5.  | Rebel Thinker        | Caroline Larsson, Amir Aly             | Amir Aly      | 3:30  |
| 6.  | So Long To Find You  | Caroline Larsson                       | Amir Aly      | 3:42  |
| 7.  | So Can U And I       | Caroline Larsson                       | Amir Aly      | 3:32  |
| 8.  | Black And White      | Caroline Larsson                       | Amir Aly      | 3:36  |
| 9.  | Honesty In Your Eyes | Caroline Larsson                       | Amir Aly      | 3:50  |
| 10. | Rollercoaster Ride   | Ronnie Larsson-Miles, Caroline Larsson | Amir Aly      | 3:08  |

## Listplaceringar
| Lista (2014) | Topplacering |
| ------------ | ------------ |
| Sverige      | 28           |

### Fotnoter
1. ↑  ”Universal Music Pressmeddelande”. Arkiverad från originalet den 3 september 2014. https://web.archive.org/web/20140903235454/http://www.mynewsdesk.com/se/universalmusic/pressreleases/caroline-larsson-slaepper-nytt-album-samt-aaker-paa-turne-med-8-mannaband-948793. Läst 27 augusti 2014.
2. ↑  ”Rebel Thinker”. Swedishcharts. 8 mars 2014. http://swedishcharts.com/showitem.asp?interpret=Caroline+Larsson&titel=Rebel+Thinker&cat=a. Läst 27 augusti 2014.